# Stenomacrus obliquus
Stenomacrus obliquus là một loài tò vò trong họ Ichneumonidae.